# Gerundeter offener Hinterzungenvokal
Der gerundete offene Hinterzungenvokal ist ein Vokal, der im Internationalen Phonetischen Alphabet mit dem Zeichen „ɒ“ beschrieben wird.
Für Deutschsprachige lässt sich der Laut als „dunkles“ gerundetes, mit weiter hinten im Mund liegender Zunge gebildetes a umschreiben; ähnlich o in dt. Pott.
Lautliche und orthographische Realisierung des gerundeten offenen Hinterzungenvokals in verschiedenen Sprachen:
- engl. flop (Misserfolg) [flɒp] (BE)
- ungar. kalap (Hut) [ˈkɒlɒp]
- Farsi دار (Galgen) [dɒr]